# Ootypus globosus
Ootypus globosus là một loài bọ cánh cứng trong họ Cryptophagidae. Loài này được Waltl miêu tả khoa học năm 1838.